# Завикі-Ферма
Завикі-Ферма (пол. Zawyki-Ferma) — село в Польщі, у гміні Сураж Білостоцького повіту Підляського воєводства.
Населення — 40 осіб (2011).
У 1975-1998 роках село належало до Білостоцького воєводства.

## Демографія
Демографічна структура станом на 31 березня 2011 року:
|          | Загалом | Допрацездатний вік | Працездатний вік | Постпрацездатний вік |
| -------- | ------- | ------------------ | ---------------- | -------------------- |
| Чоловіки | 21      | 3                  | 15               | 3                    |
| Жінки    | 19      | 5                  | 8                | 6                    |
| Разом    | 40      | 8                  | 23               | 9                    |